# در دامنه هیمالیا
در دامنهٔ هیمالیا (انگلیسی: In the Lap of the Himalayas) فیلمی هندی است که در سال ۱۹۶۵ منتشر شد. از بازیگران آن می‌توان به مانوج کومار و مالا سینها اشاره کرد.